# Grysstjärnen
Grysstjärnen är en sjö i Skellefteå kommun i Västerbotten och ingår i Åbyälvens huvudavrinningsområde. Sjön har en area på 0,12 kvadratkilometer och ligger 89,1 meter över havet. Sjön avvattnas av vattendraget Ekenäsbäcken.

## Delavrinningsområde
Grysstjärnen ingår i det delavrinningsområde (723107-175743) som SMHI kallar för Mynnar i Åbyälven. Medelhöjden är 64 meter över havet och ytan är 15,68 kvadratkilometer. Det finns inga avrinningsområden uppströms utan avrinningsområdet är högsta punkten. Ekenäsbäcken som avvattnar avrinningsområdet har biflödesordning 2, vilket innebär att vattnet flödar genom totalt 2 vattendrag innan det når havet efter 7,4 kilometer. Avrinningsområdet består mestadels av skog (75 procent). Avrinningsområdet har 0,12 kvadratkilometer vattenytor vilket ger det en sjöprocent på 0,8 procent.